# Emily Kristine Pedersen
Emily Kristine Pedersen, född 7 mars 1996 i Köpenhamn, är en dansk golfspelare.
Emily Kristine Pedersen tävlade för Danmark vid olympiska sommarspelen 2020 där hon slutade på en delad femte plats och vid olympiska sommarspelen 2024 där hon slutade på en delad 44:e plats. Hon har även ingått i det europeiska laget i Solheim cup vid fyra tillfällen. Vid tävlingen år 2023 slog hon en hole-in-one på ett par tre hål.